# Wild Waves
Wild Waves is een korte animatiefilm uit 1929 met in de hoofdrol Mickey Mouse. Het was de laatste Mickey Mouse-tekenfilm gemaakt door zowel Ub Iwerks als filmcomponist Carl Stalling. Ze gingen daarna werken voor de nieuwe animatiestudio van Iwerks.

## Plot
Nadat Mickey Minnie uit de zee redt, zingt hij een lied voor haar.